# Min Hyo-rin
Min Hyo-rin (* 5. Februar 1986 in Daegu), wirklicher Name Jung Eun-ran, ist eine südkoreanische Schauspielerin.

## Leben
2007 und 2008 brachte Min ihre Musikalben RinZ und ihre Single Touch Me heraus. 2009 gab sie ihr Schauspieldebüt in der Fernsehserie Triple an der Seite von Lee Jung-jae und Song Joong-ki und nahm dabei die Hauptrolle ein. Auch in der vierteiligen Webfilmreihe The Romantic Movement Seoul (2010) spielte sie die Hauptrolle. 2011 spielte sie in dem Kurzfilm Uyu Sidae, der mit einem Samsung Galaxy S gedreht wurde, an der Seite von Choi Daniel.
2011 spielte sie in der koreanischen Erfolgskomödie Sunny eine Nebenrolle als Mitglied der gleichnamigen High-School-Clique.
Seit 2013 ist sie mit dem Big-Bang-Mitglied Taeyang liiert. Am 3. Februar 2018 heirateten die beiden in Seoul.

## Filmografie

### Filme
- 2010: The Romantic Movement Seoul (로맨틱 무브먼트, 서울, Webfilmreihe)
- 2011: Sunny (써니)
- 2011: Age of Milk (우유시대 Uyu Sidae, Kurzfilm)
- 2012: The Grand Heist (바람과 함께 사라지다 Baram-gwa Hamkke Sarajida)
- 2012: A Millionaire on the Run (5백만불의 사나이 5-baekmanbul-ui Sanai)
- 2015: Twenty (스물 Seumul)

### Fernsehserien
- 2009: Triple (트리플, MBC)
- 2010: Dr. Champ (닥터챔프, Episode 16, SBS)
- 2011: Romance Town (로맨스 타운, KBS2)